# Movila Oii, Buzău
Movila Oii este un sat în comuna Cilibia din județul Buzău, Muntenia, România.
Etimologia numelui vine de la movila pe care se află biserica satului, și pe care, din ce spun bătrânii satului ar fi fost găsită izolată o oaie cu doi miei lângă ea, primăvara. Cel mai probabil, localitatea fiind așezată pe cursul vechi al râului Buzău (cursul aproape secat numit acum și Buzoel), într-o formațiune imensă de văi ce străbate de la Buzău până în județul Brăila câmpia, la sud de râul Buzău, era supusă des inundațiilor, iar zona înălțată a fost folosită drept loc de refugiu.
Populația localității este majoritar românească, fiind prezente și două familii de romi.

## Popularea
În ultimul secol populația satului a fost crescută și prin desființarea satului Știubei, situat la 2–3 km est, către Bălteni, precum și prin împroprietărirea unor locuitori din zona deluroasă și montană a județului, denumiți generic de către restul populației munteni.

## Depopularea
Depopularea localității a început odată cu popularea orașelor apropiate în anii 1970–1980. Este vorba de majoritatea tinerilor care au ales mutarea la oraș, preferat fiind în principal Buzăul, urmat de Brașov, București, Ploiești, Galați și chiar Constanța.